# جوليو سيزار (لاعب كرة قدم مواليد 1995)
جوليو سيزار هو لاعب كرة قدم برازيلي، ولد في 21 مارس 1995 في أنابوليس في البرازيل.